# Gimnasio Campeones Mundiales del 97
El Gimnasio Campeones Mundiales del 97 es un escenario deportivo ubicado en la ciudad de San Cristóbal, Venezuela, utilizado principalmente para la práctica del futsal. Es el escenario más importante para la práctica del fútbol de salón en la ciudad. Actualmente el complejo cuenta con capacidad para albergar a 7.000 espectadores.
El escenario lleva el nombre de Campeones Mundiales del 97 gracias a la hazaña conseguida por la Selección de fútbol de salón de Venezuela en el año 1997, consagrándose por primera vez campeona mundial en México.

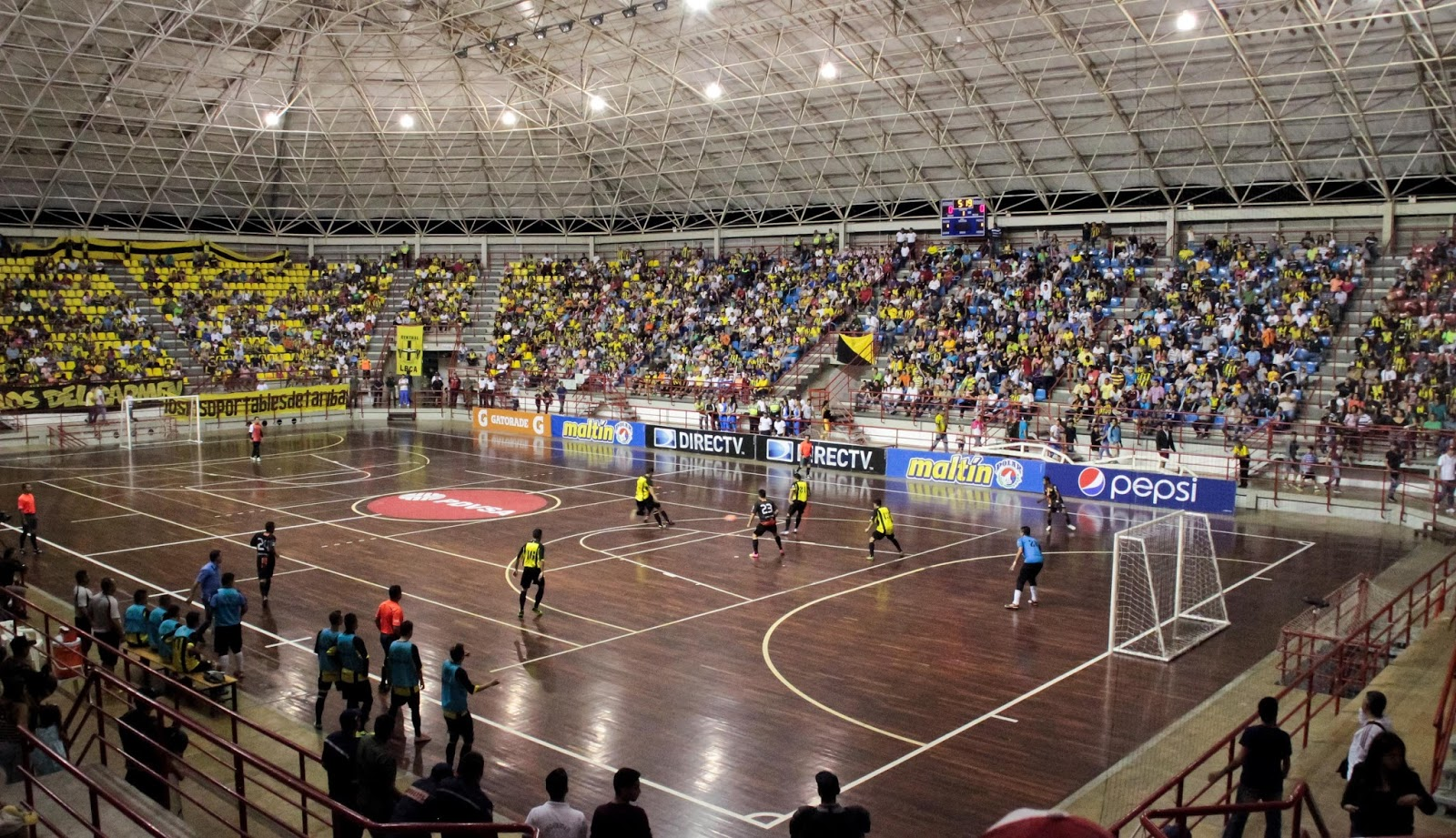
Futsal - Dvo Táchira FC

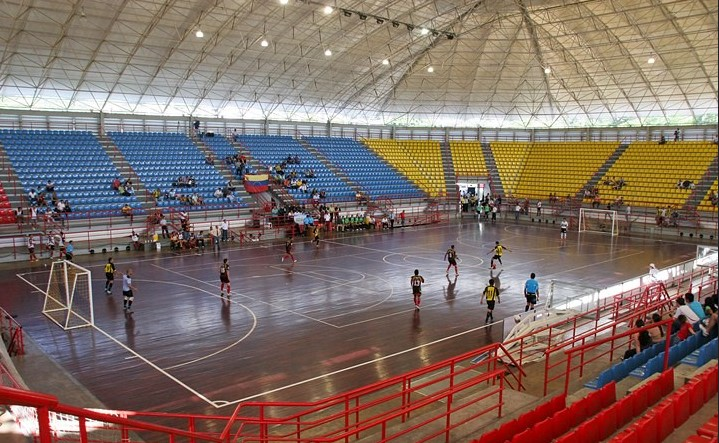
Futsal